# Акой (Абайская область)
Акой (каз. Ақой, до 1994 г. — Олеговка) — аул в Кокпектинском районе Абайской области Казахстана. Входит в состав Кокжайыкского сельского округа. Код КАТО — 635039300.

## История
Основано в 1915 г. В 1924 г. селение Олеговское (Ак-кой) входило в состав Кокпектинской волости Зайсанского уезда Семипалатинской губернии.

## Население
В 1999 году население аула составляло 396 человек (203 мужчины и 193 женщины). По данным переписи 2009 года, в ауле проживали 282 человека (132 мужчины и 150 женщин).